# Centreville (Mississippi)
Centreville is een plaats (town) in de Amerikaanse staat Mississippi, en valt bestuurlijk gezien onder Amite County en Wilkinson County.

## Demografie
Bij de volkstelling in 2000 werd het aantal inwoners vastgesteld op 1680.
In 2006 is het aantal inwoners door het United States Census Bureau geschat op 1574, een daling van 106 (-6,3%).

## Geografie
Volgens het United States Census Bureau beslaat de plaats een oppervlakte van
6,0 km², geheel bestaande uit land. Centreville ligt op ongeveer 104 m boven zeeniveau.

## Plaatsen in de nabije omgeving
De onderstaande figuur toont nabijgelegen plaatsen in een straal van 24 km rond Centreville.